# 中华遗嘱库
中华遗嘱库是由中国老龄事业发展基金会和北京阳光老年健康基金会于2013年3月21日共同发起主办、由北京阳光老年健康基金会承办的一個專門登記、收藏公民遺囑的項目。 截至2020年12月，中華遺囑庫在中華人民共和國設立11個登記中心，60個服務中心。2020年12月27日，中華遺囑庫深圳遺囑服務中心啟動。

## 外部連結
- 官方网站